# 下田市立稲生沢中学校
下田市立稲生沢中学校（しもだしりついのうざわちゅうがっこう）は、かつて静岡県下田市にあった市立中学校。所在地は下田市河内101-1。

## 概要
下田市の蓮台寺駅周辺に広がる住宅地の中に存在していた。
学区面積は下田市内の中学校の中では一番小さい。
2022年度の下田市中学校統合にともない、2021年度末をもって閉校した。跡地および建物はリノベーションを経て、2024年4月より下田市役所新庁舎の施設として再利用されている。

## 沿革
- 1947年（昭和22年）4月1日、稲生沢村（当時）立稲生沢小学校に併設するかたちで、同村立稲生沢中学校として開校。
- 1949年（昭和24年）5月、小学校敷地内から独立し、現所在地に校舎新築。
- 1955年（昭和30年）1月31日、下田町（当時）との合併により同町立稲生沢中学校と改称。
- 1971年（昭和46年）1月1日、市制施行に伴い下田市立稲生沢中学校と改称。
- 2022年（令和4年）3月31日、深刻な少子化の影響により、稲梓中学校、下田東中学校とともに下田中学校へ統合し、閉校[1]。

## 学区(2021年度まで)
稲生沢中学校の学区は稲生沢小学校の学区と同じであった。

## 部活動
- 女子バレー部
- 男女テニス部
- 男女卓球部
- 男子バスケ部